# Kanyigo

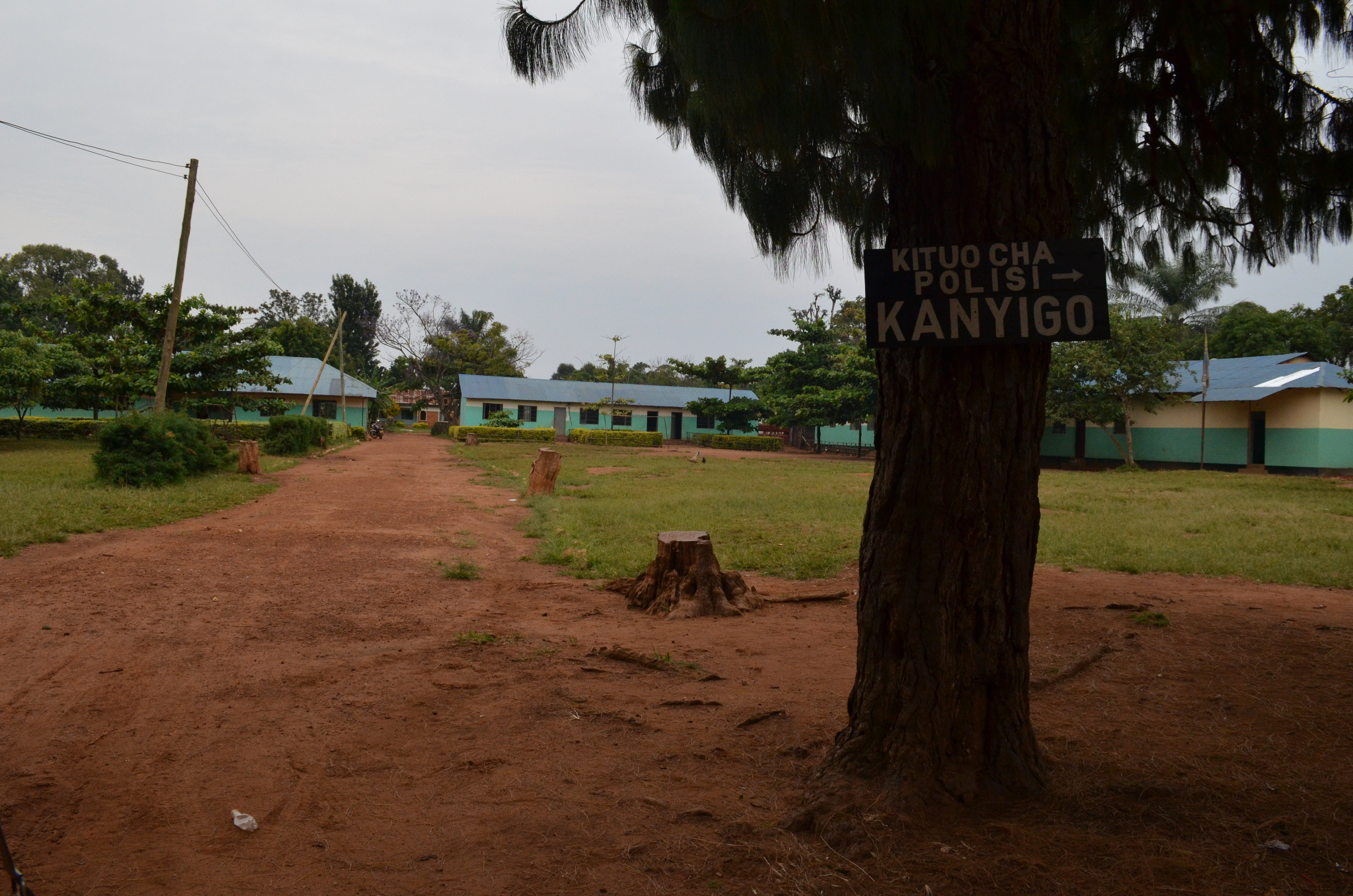
Bild på grundskola i Kigarama, som hör till Kanyigo. På en skylt på trädet visas riktningen till polisstationen i Kanyigo. Det finns en stark närvaro av passkontrollanter, på grund av närheten till Uganda.

Kanyigo är namnet på en ort i distriktet Missenyi i Kagera, norra Tanzania, alldeles på gränsen till Uganda. Orten ligger drygt 30 kilometer norr om Bukoba, på Victoriasjöns västra kust. Vid 2012 års folkräkning bodde 10 168 invånare i orten.